# Steckmuscheln
Die Steckmuscheln (Pinnidae) sind eine Muschel-Familie aus der Ordnung der Ostreida. Derzeit (2013) werden 55 (evtl. 57) rezente Arten zur Familie gerechnet. Zu dieser Zahl hinzu kommen mindestens doppelt so viele fossile Arten. Die Edle Steckmuschel (Pinna nobilis) ist mit einer Gehäuselänge bis zu 1,2 Metern die größte europäische Muschel und gehört auch weltweit zu den größten Muschelarten. Die Familie Pinnidae ist die einzige Familie der Überfamilie Pinnoidea.

## Merkmale
Die großen bis sehr großen Gehäuse sind im Umriss fächerförmig, dreieckig oder paddelförmig und können über einen Meter lang werden (größtes gefundenes Exemplar: 120 Zentimeter). Sie sind meist gleichklappig, bei wenigen Arten ist das Gehäuse leicht verdreht und ungleichklappig. Die Gehäuse stecken mit dem Vorderende (unten) im Sediment, das hintere Ende (oben) ragt aus dem Sediment; hier klafft das Gehäuse meist. Es ist jedoch während des Lebens zu einem gewissen Grad flexibel und kann noch durch Zug der Schließmuskeln völlig geschlossen werden. Sie sind seitlich meist komprimiert, d. h. das Gehäuse ist flach rautenförmig oder linsenförmig. Die kleinen unscheinbaren Wirbel sitzen am vorderen (unteren) Ende. Am Ventralrand nahe dem Vorderende (unten, im Sediment) ist ein weiterer klaffender Spalt vorhanden; hier tritt der Byssus nach außen. Das Schloss hat keine Zähne. Das Ligament ist sehr lang, erstreckt sich bis zu zwei Drittel der Länge des Dorsalrandes, und liegt in einer Rinne (subintern).
Die Schale ist vergleichsweise dünn und zerbrechlich und besteht aus der mineralischen Schale und dem dicken, organischen Periostracum. Die mineralische Schale ist aus einer äußeren, kalzitischen Prismenschicht und einer inneren, aragonitischen Perlmuttschicht aufgebaut. Letztere ist auf das vordere Drittel bzw. bis auf die vorderen zwei Drittel der Klappeninnenseiten beschränkt. Die Oberfläche ist mit Rippen, oder scharfen, reihig angeordneten Schuppen oder nach hinten offenen Schuppen und Stacheln versehen, oder auch annähernd glatt mit mehr oder weniger deutlichen Anwachsstreifen.
Der vordere Schließmuskel sitzt nahe dem Vorderende (unten) und ist relativ klein, der hintere Schließmuskel ist dafür sehr groß und sitzt meist mehr oder weniger mittig.

## Geographische Verbreitung, Lebensweise und Lebensraum
Die rezenten Vertreter der Steckmuscheln leben in gemäßigten, subtropischen und tropischen Meeren. Sie stecken ihr Leben lang mit dem Vorderende voraus in Weichböden zwischen Geröll, Wasserpflanzen oder Steinkorallen; es sind sessile Tiere. Sie verankern sich mit Byssusfäden im Sediment oder einem festen Partikel (Stein, Gehäuse) im Sediment. Das hintere (obere) Ende ragt dabei meist zu einem oder zwei Dritteln aus dem Sediment (die meisten Arten der Gattung Pinna), oder das hintere (obere) Ende schließt nahezu bündig mit der Sedimentoberfläche ab (die meisten Arten der Gattung Atrina). Die Steckmuscheln ernähren sich von Plankton, das sie aus dem Wasser filtrieren. Die meisten Arten kommen vom flachen Subtidal bis zu einer Meerestiefe von ca. 100 m vor. Einige Arten wie z. B. Atrina fragilis leben jedoch in deutlich größeren Wassertiefen (ca. 150 bis 600 Meter).

## Fortpflanzung und Lebenszyklus
Die Steckmuscheln sind protandrische Hermaphroditen, jedoch in der Regel getrenntgeschlechtlich. Echte Zwitter, d. h. Exemplare, bei denen zur gleichen Zeit männliche und weibliche Geschlechtsorgane vorhanden sind, sind selten. Die Tiere können auch während ihres Lebens das Geschlecht wechseln. Mehrmals im Jahr geben männliche und weibliche Tiere ihre Geschlechtsprodukte ins freie Wasser ab, wo es zur Befruchtung kommt. Bei einigen Arten wird aber auch diskutiert, ob die Eier nicht im Mantelraum zurückgehalten werden und es dort zur Befruchtung kommt. Erst wenn die Larven schwimmfähig sind, werden sie ins freie Wasser entlassen. Dabei produzieren weibliche Tiere bis zu 725.000 Eier. Aus dem befruchteten Ei bildet sich innerhalb von ein bis zwei Tagen die Trochophora-Larve aus, die sich rasch in die planktonfressende Veliger-Larve weiter entwickelt. Diese bildet nach wenigen Tagen ein erstes, zunächst organisches Gehäuse aus, den Prodissoconch. Nach einer bis mehreren Woche(n) geht die Larve zum Bodenleben über und bildet durch eine Metamorphose die Jungmuschel, die sich bereits jetzt an den Untergrund heften und in den Meeresboden „hineinwachsen“ kann. In den ersten drei bis vier Jahren wachsen die Tiere sehr rasch. Bei der Edlen Steckmuschel wurden Zuwächse von zehn Zentimetern und mehr im Jahr festgestellt. Mit dem Eintreten der Geschlechtsreife verlangsamt sich das Wachstum.
Die meisten Arten werden nicht älter als zehn Jahre: Die im Mittelmeer heimische Edle Steckmuschel (Pinna nobilis) ist die langlebigste und größte Steckmuschelart. Sie kann bis zu 25 Jahre alt und über einen Meter lang werden.

## Taxonomie
Dieses Taxon der Familiengruppe wurde 1819 von William Elford Leach bereits in der nach heutigen nomenklatorischen Regeln korrekten Schreibweise Pinnidae aufgestellt. Die Überfamilie Pinnoidea ist monotypisch, d. h. enthält nur die Familie Pinnidae. Die Pinnoidea/Pinnidae werden derzeit (2016) zur Ordnung Ostreida gestellt.
Die rezenten Steckmuscheln werden von der MolluscaBase in drei Gattungen eingeteilt. Peter Schultz und Markus Huber haben 2013 55 Arten (+ zwei noch unsichere Arten) zusammengestellt. Die genaue Zahl der fossilen Arten ist nicht bekannt, da es bisher noch keine vollständige Zusammenstellung gibt.
- Familie Steckmuscheln (Pinnidae Leach, 1819)
  - †Aviculopinna Meek, 1864
  - Atrina Gray, 1842
  - †Meekopinna Yancey, 1978
  - Pinna Linné, 1758
  - †Pteronites M'Coy in Griffith, 1844 (Karbon-Perm)
  - †Stegoconcha Böhm 1907
  - †Sulcatopinna Hyatt, 1892
  - †Trichites Deshayes, 1830 (Jura bis Kreide)[6]

Schultz & Huber (2013) unterteilen die Gattung Pinna in die Untergattungen Pinna (Pinna), Pinna (Abyssopinna) Schultz & Huber, 2013, Pinna (Cyrtopinna) Mörch, 1853, Pinna (Exitopinna) Iredale, 1939, Pinna (Quantulopinna) Iredale, 1939, Pinna (Subitopinna) Iredale, 1939 und Pinna (Streptopinna) Martens, 1880; hinzu kommt die fossile Untergattung Pinna (Plesiopinna) Amano, 1956 und evtl. Pinna (Sulcatopinna) Hyatt, 1892. Die Gattung Atrina wird in die drei Untergattungen Atrina (Atrina), Atrina (Australopinna) Schultz & Huber, 2013 und Atrina (Servatrina) Iredale, 1939 unterteilt.

## Phylogenie
2014 erschien eine erste Studie zur Phylogenie der Steckmuscheln basierend auf molekulargenetischen Untersuchungen. Danach ist die Gattung Atrina monophyletisch, während Streptopinna innerhalb der Gattung Pinna angesiedelt war. Die Autoren werteten Streptopinna daher zur Untergattung von Pinna ab.

## Nutzung
Früher wurde die im Mittelmeer heimische Edle Steckmuschel mit speziellen Fangeisen gefangen und gegessen. Sie ist heute geschützt, der Fang verboten. Aus den feinen, seidenartigen Byssusfäden (Muschelseide) stellte man hochwertige Kleidungsstücke oder sogar Bilder her. Die Herstellung und Verarbeitung der Muschelseide wurde Ende 19. Jahrhundert aufgegeben. In Japan werden die Arten Atrina pectinata und Atrina kinoshitai aber auch heutzutage noch häufig auf Fischmärkten als Meeresfrucht angeboten.

## Artenschutz
Steckmuscheln sind in tropischen Meeren recht häufig zu finden, jedoch ist die im Mittelmeer lebende Edle Steckmuschel (Pinna nobilis) aufgrund von Überfischung und Wasserverschmutzung selten geworden. Deshalb ist sie in der ganzen Europäischen Union unter Schutz gestellt und darf nach dem Bundesnaturschutzgesetz nicht mehr nach Deutschland eingeführt werden.

## Belege

### Online
- FAO Bericht: Pinnidae